# سوزان لي (مصممة أزياء)

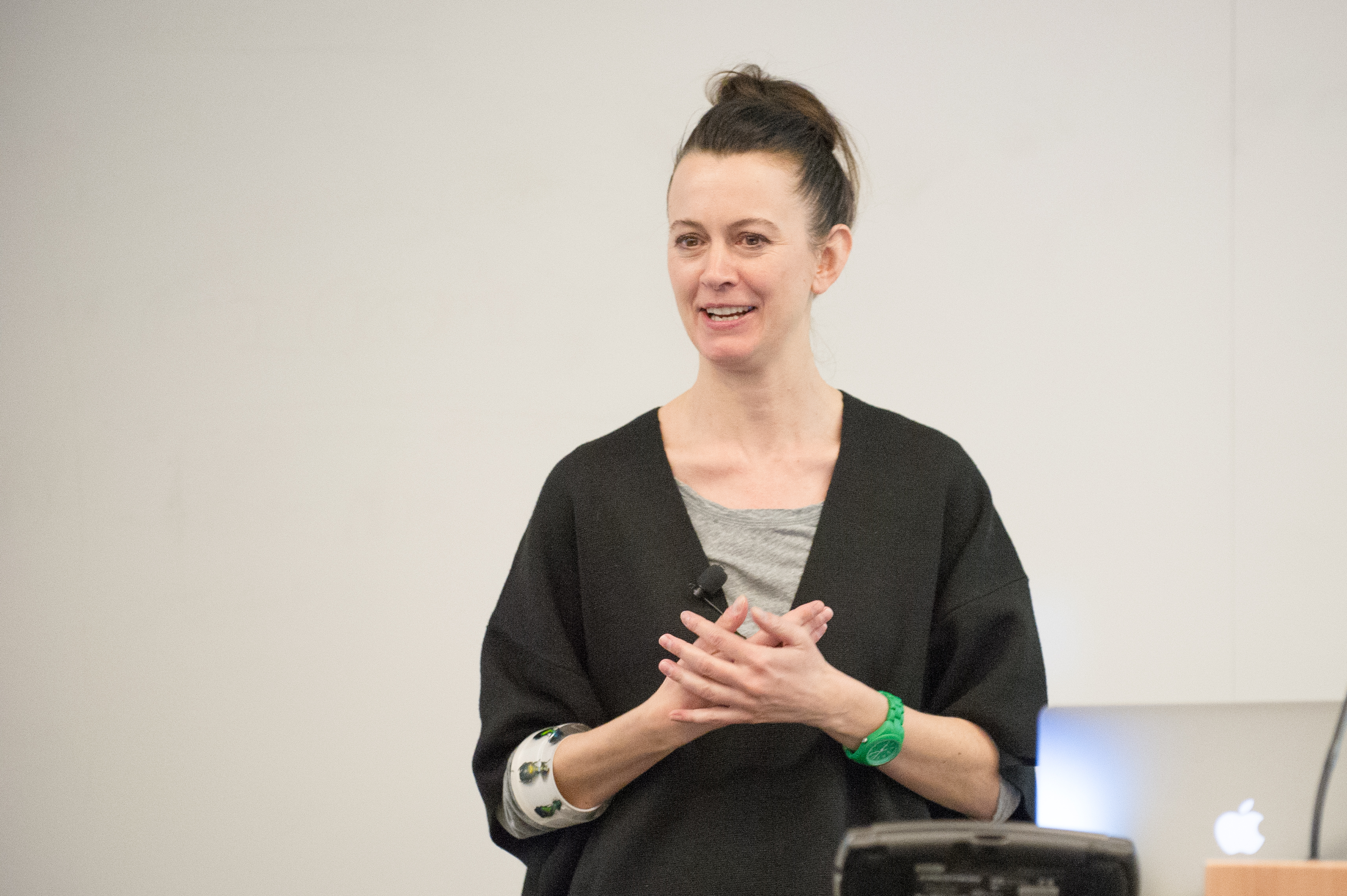
سوزان لي

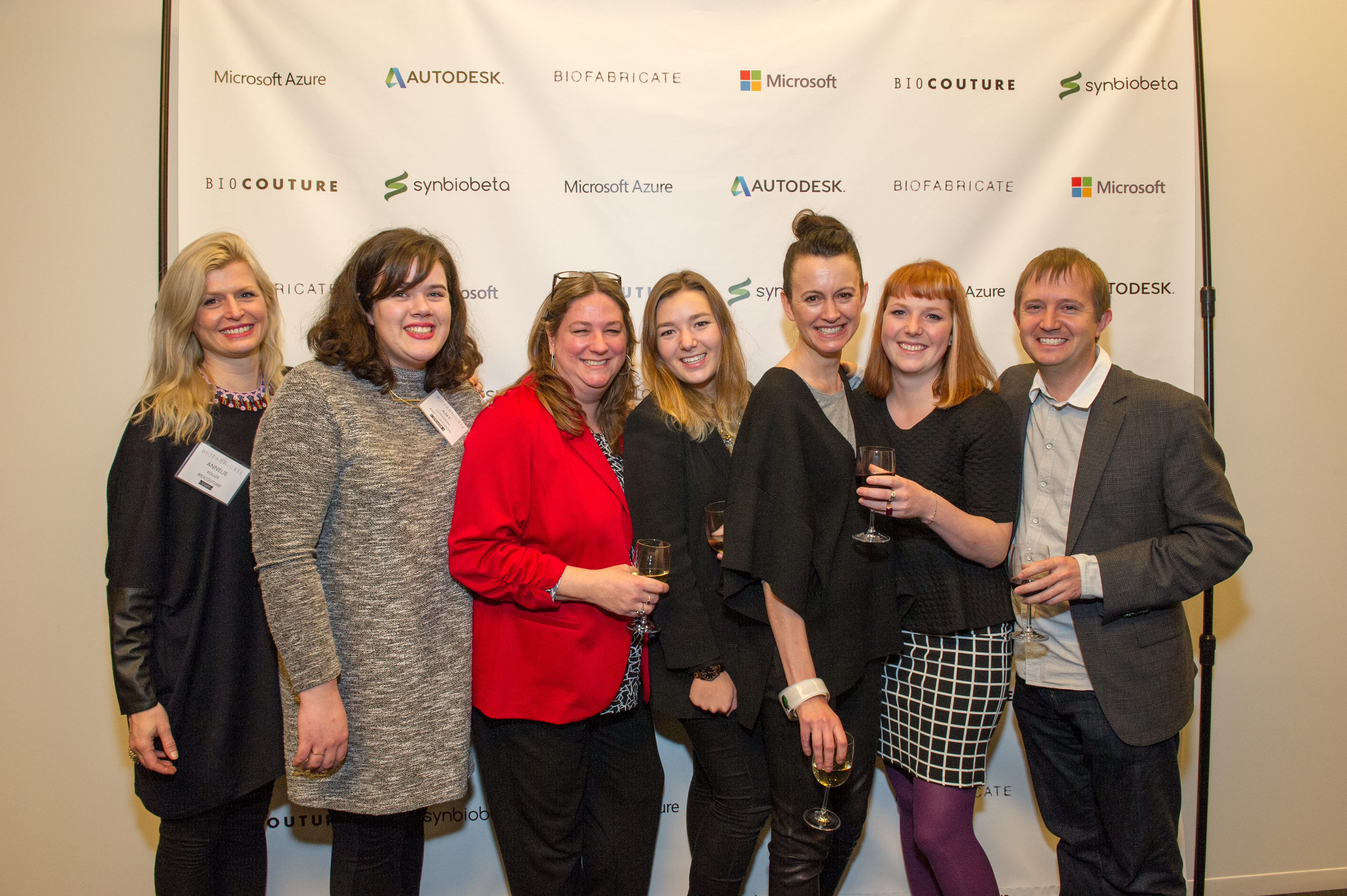
فريق الأنسجة الحيوية مؤتمر 2014

سوزان لي (مواليد 1970)   مصممة أزياء في بروكلين ، نيويورك تعمل على الموضة وتقنيات المستقبل.
وهي زميلة أبحاث أولى في كلية سنترال سانت مارتينز للفنون والتصميم، ومديرة مشروع أبحاث الأزياء الراقية الحيوية Bio Couture Research ، ورئيسة الإبداع في المروج الحديثة Modern Meadow.
ينظر مشروع Bio Couture أبحاث الأزياء الراقية الحيوية الذي يموله مجلس أبحاث الفنون والعلوم الإنسانية (AHRC) مؤخرًا في القضايا البيئية والاستدامة المتعلقة بالموضة. إنها تعمل مع العلماء لهندسة كائنات حية محسنة لتنمية المنتجات الاستهلاكية المستقبلية
في عام 2007 نشرت Fashioning the Future: Tomorrow's Wardrobe . يفحص الكتاب أعمال الباحثين العلميين ومصممي الأزياء، مثل إيسي مياكي، وحسين شالايان، ووالتر فان بيريندونك، الذين يحولون الخيال العلمي اليوم إلى واقع الغد.
.

## أبحاث الأزياء الراقية الحيوية
أبحاث الأزياء الراقية الحيوية Bio Couture هو مشروع بحثي يستخدم الطبيعة في مشاريع لرؤية مستقبلية مبتكرة للموضة. تستخدم سوزان لي السليلوز الميكروبي (المكون من ملايين البكتيريا الدقيقة التي تزرع في أحواض الاستحمام بالشاي الأخضر الحلو والقهوة) لإنتاج الملابس. الفكرة هي وضع ثوب في وعاء من السائل.

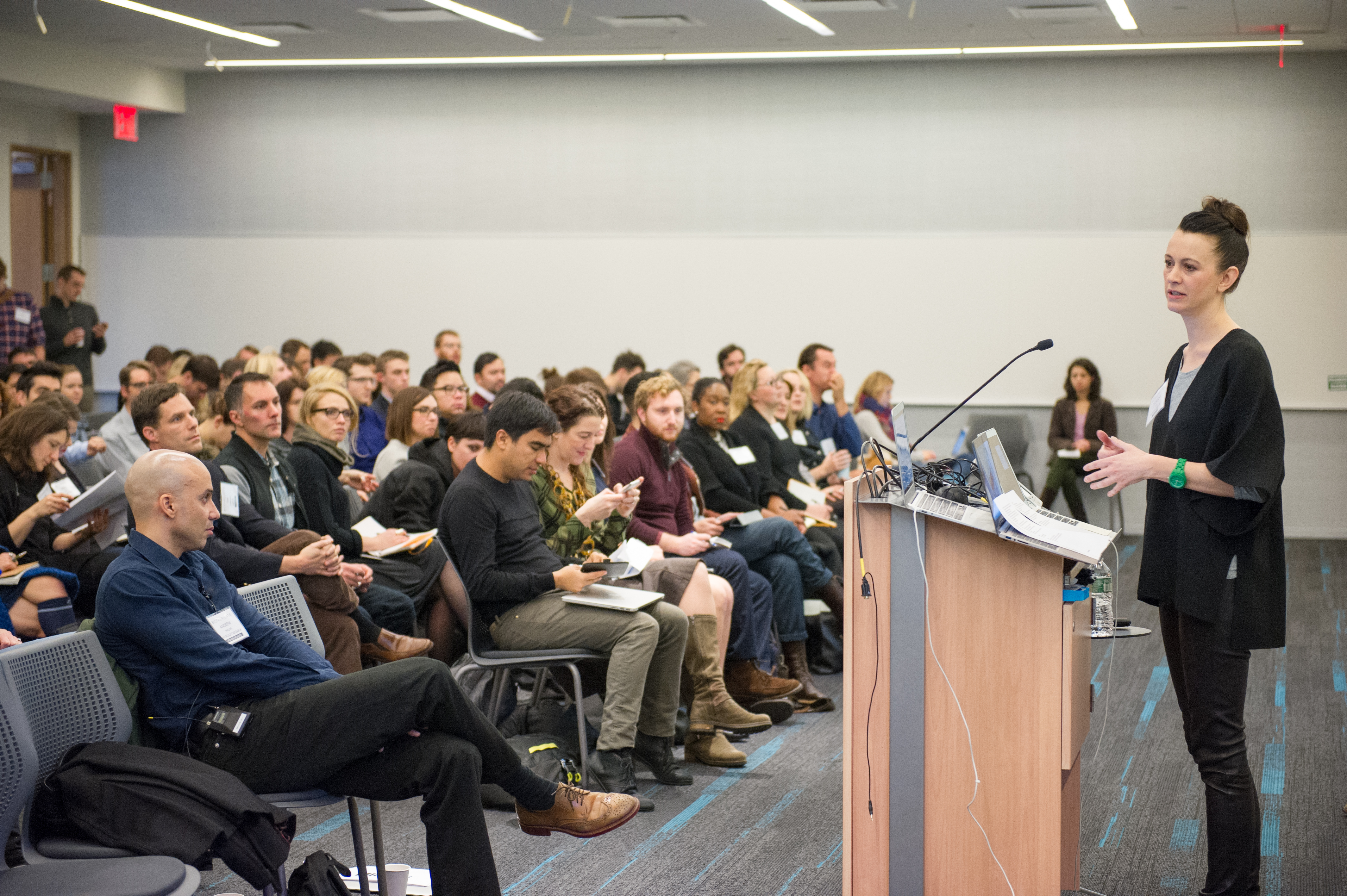
سوزان لي تشرح أفكارها

تم وضع أبحاث الأزياء الراقية الحيوية Bio Couture في تقرير مجلة Time Magazine السنوي لأفضل 50 اختراعًا لعام 2010 تمكنت سوزان لي من تحويل الشاي باستخدام التكنولوجيا الحيوية ودمج البكتيريا مع الشاي والقهوة في إنتاج أنسجة أستخدمتها فيما بعد في عمل ملبوسات وأقمشة حداثية وفي كثير من عروضها للموضة والأزياء.

## تصنيع بيولوجي
أسست لي Bio Fabricate في عام 2014 للعمل في التصميم والبيولوجيا والاستدامة لتصاميم الأزياء. يستضيفون مؤتمرًا سنويًا حيث تقدم الشركات التي تعمل بالتكنولوجيا الحيوية لتطوير المواد والأزياء والملابس.

## روابط خارجية
- الأزياء الحيوية موقع تيد
- الأزياء الحيوية

Bio-Couture on Exposureroom ، فيديو لمعرض Trash Fashion الجديد في متحف العلوم (أرشفة عام 2011)